# Zamia chigua
Zamia chigua là một loài thực vật thuộc họ Zamiaceae. Loài này có ở Colombia và Panama. Môi trường sống tự nhiên của chúng là rừng ẩm vùng đất thấp nhiệt đới hoặc cận nhiệt đới.